# Гиллелизм
Гиллелизм (эсп. hillelismo) — доктрина (религиозно-этическое учение), созданная Людвиком Заменгофом, создателем языка эсперанто.
Доктрина описана в брошюре 1901 года — «Гиллелизм — проект решения еврейского вопроса».
К созданию данной доктрины (которую сам Заменгоф называл «нейтрально-человеческой религией») Заменгофа подтолкнули проблемы еврейского народа, иудаизма и антисемитизма. Гиллелизм (равно как и развившаяся из него концепция гомаранизма) был учением деистического и экуменического типа, ставившим своей задачей создание «нейтрально-человеческого народа», преодоление межэтнических и межрелигиозных противоречий. Возможно, некоторые черты доктрины сформировались под влиянием русской социальной философии, в частности, русского философа Владимира Соловьёва.
Главные принципы гиллелизма:
- признание существования бога;
- законы бога — законы совести, вложенные в сердце каждого человека;
- надо относиться к другим так, как хочешь, чтобы относились к тебе.